# 孙敬文
孙敬文（1916年—1998年11月3日），男，直隶（今河北）黄骅人，中华人民共和国政治人物，第五届全国人大代表，第六，七届全国人大常委。

## 生平
1932年加入中国共产主义青年团。1935年转入中国共产党。参加了一二九运动。并任北平学生联合会总交通员。1937年入延安中央党校学习。1940年底调到四川先搞地下工作，后任重庆《新华日报》党总支书记、营业部主任。第二次国共内战时期曾任中共冀热察区委宣传部部长，张家口市委书记。
中华人民共和国成立后，孙敬文先后担任察哈尔省副主席，张家口市委书记兼市长，建筑工程部城市建设局局长、国家城市建设总局副局长，中华人民共和国城市建设部副部长、石油工业部副部长，国家基本建设委员会第一副主任。“文化大革命”后曾任天津市革命委员会副主任，石油化学工业部副部长，化学工业部部长、顾问，中国石油化工总公司副董事长。